# Limonana
Le limonana (écrit לימונענע en hébreu ou ليمون نعناع en arabe) est une citronnade à la menthe servie froide, très répandue au Proche-Orient. Elle est composée de jus de citrons pressés, de sucre, de feuilles de menthe hachées et de glace pilée. Son nom est formé de limon, qui signifie « citron » en arabe (ليمون) et en hébreu (לימון), et de nana, qui signifie « menthe » dans ces deux langues (نعناع et נענע).

## Origine
Le limonana a été inventé pour une campagne de publicité pour promouvoir la publicité d'autobus en Israël, dans laquelle diverses célébrités ont été montrées faisant la promotion d'une boisson appelée « Limonana », un mélange de citron et de menthe, qui s'est finalement révélé être fictif.

## Recette pour un litre delimonana
Dans un mixeur, mettre le jus de cinq gros citrons, ajouter des feuilles de menthe coupées grossièrement, une douzaine de glaçons, six cuillerées à soupe de sirop de canne à sucre. Compléter avec de l'eau. Passer longuement au mixeur, et ajouter de la glace si nécessaire. Laisser reposer (la menthe hachée doit remonter à la surface). Servir très frais avec une paille pour éviter d'avaler trop de menthe hachée.